# Mill Creek, Illinois
Mill Creek är en ort i Union County i delstaten Illinois, USA.